# Magnus Broni
Per Magnus Broni-Amponsah, tidigare Bengtsson, född 11 december 1974, är en svensk journalist, TV-producent och programledare.

## Karriär
Magnus Broni är uppvuxen i Övertorp och utbildad vid Västerhöjdsgymnasiet och Skövde Högskola. Under sin medieutbildning på Skövde Högskola praktiserade Broni på ZTV där han sedan fick anställning 1996 och var värd i Musikmagasinet. Efter en period som produktchef på Sony Music började han år 2000 som programledare för Musikbyrån i SVT. Sedan dess har Broni producerat och medverkat i flera program för SVT. Bland annat har han skildrat den svenska musikhistorien i dokumentärserier som Det svenska popundret, Den svenska hiphopens pionjärer och Hård rock på export.
2022 medverkade Broni i SVT:s Antikrundan och blev omskriven i en krönika skriven av Saga Cavallin som "Sveriges nya mästerintervjuare" för sin insats. 
Vid Grammisgalan 2023 tilldelades Broni Årets specialpris för sina insatser med musikprogram på SVT.

## Program
- 2000 – Musikbyrån
- 2008 – Dom kallar oss artister
- 2010 – Hitlåtens historia
- 2011 – Dom kallar oss skådisar
- 2019 – Det svenska popundret
- 2021 – Den svenska hiphopens pionjärer
- 2022 – Hård rock på export
- 2023 – Rock och minnen med Magnus Broni [9]